# Maublancia myrtacearum
Maublancia myrtacearum är en svampart som beskrevs av G. Arnaud 1918. Maublancia myrtacearum ingår i släktet Maublancia och familjen Microthyriaceae.   Inga underarter finns listade i Catalogue of Life.